# Victoria Vandeberg
Victoria Vandeberg, née le 2 juillet 1997 à Heusy, est une femme politique belge, membre du Mouvement réformateur (MR).

## Biographie
Victoria Vandeberg nait le 2 juillet 1997 à Heusy.
Le 4 février 2025, elle devient députée fédérale à la Chambre des représentants en remplaçant Mathieu Bihet qui devient ministre dans le gouvernement De Wever.